# Zeskok hydrauliczny
Zeskok hydrauliczny (efekt przyścienny) – różnica między depresją zwierciadła wód wewnątrz studni i na jej zewnętrznej ścianie. Tworzy się podczas pompowania wody ze studni przy zwierciadle wskutek oporności strefy przyfiltrowej - z powodu starzenia się studni, oraz nieprawidłowości w jej wykonaniu.